# Kanadská pobřežní stráž
Kanadská pobřežní stráž (anglicky: Canadian Coast Guard, francouzsky: Garde côtière canadienne) je organizací podřízenou kanadské vládní agentuře Fisheries and Oceans Canada. Mezi její úkoly patří zajištění průchodnosti zamrzlých vodních cest, pomoc při navigaci, kontrola rybolovu, prosazování práva, monitoring životního prostředí, vědecký výzkum a mise SAR. Provozuje více než 100 plavidel různých velikostí a určení. Provozuje také námořní hlídková letadla a vrtulníky. Velitelství sídlí v Ottawě. Plavidla kanadské pobřežní stráže nesou před jménem označení CCGS.

## Historie

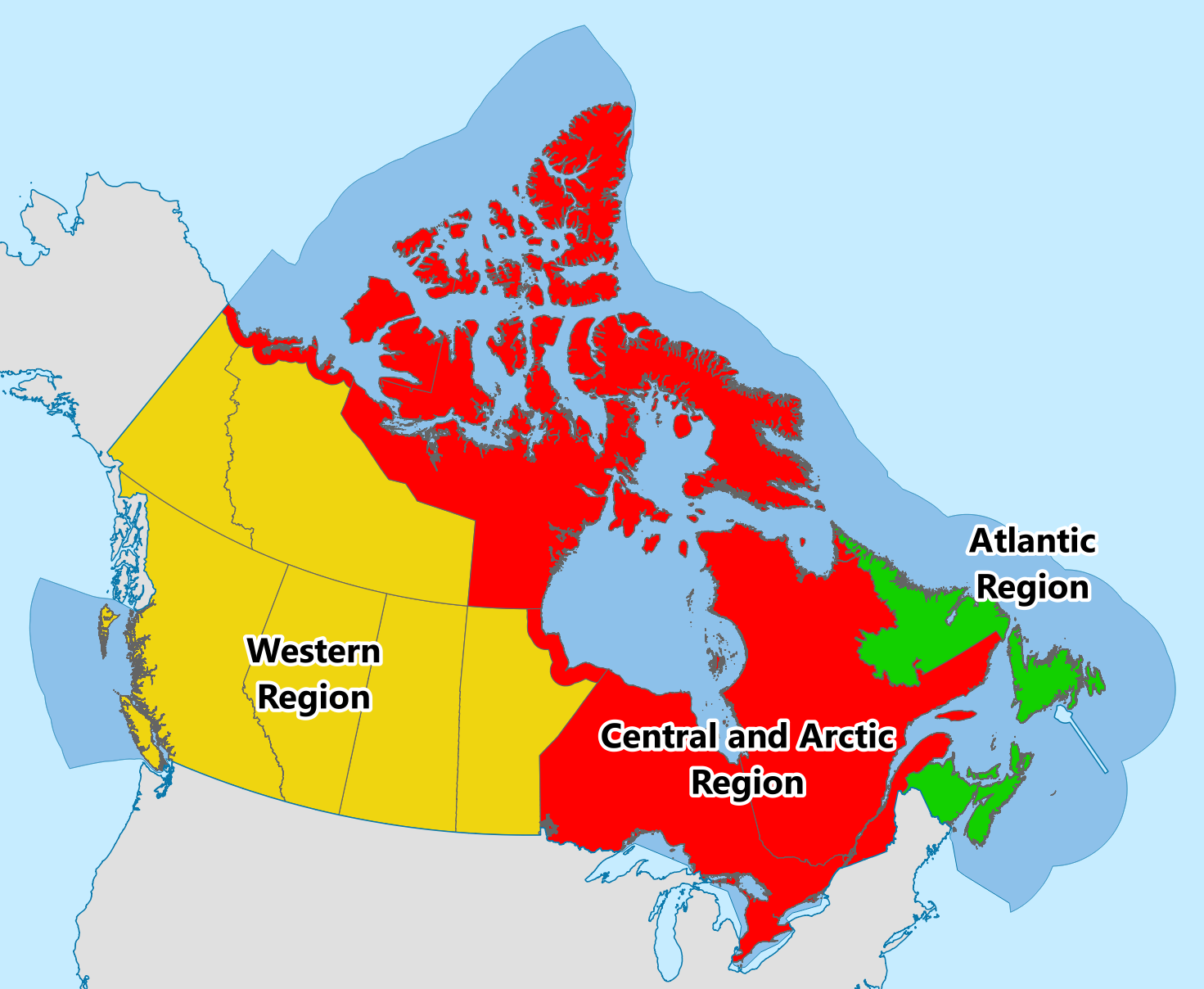
Operační oblasti kanadské pobřežní stráže

Kanadská pobřežní stráž byla založena 26. ledna 1962. V roce 1995 byla stráž podřízena vládní agentuře Fisheries and Oceans Canada.

## Složení

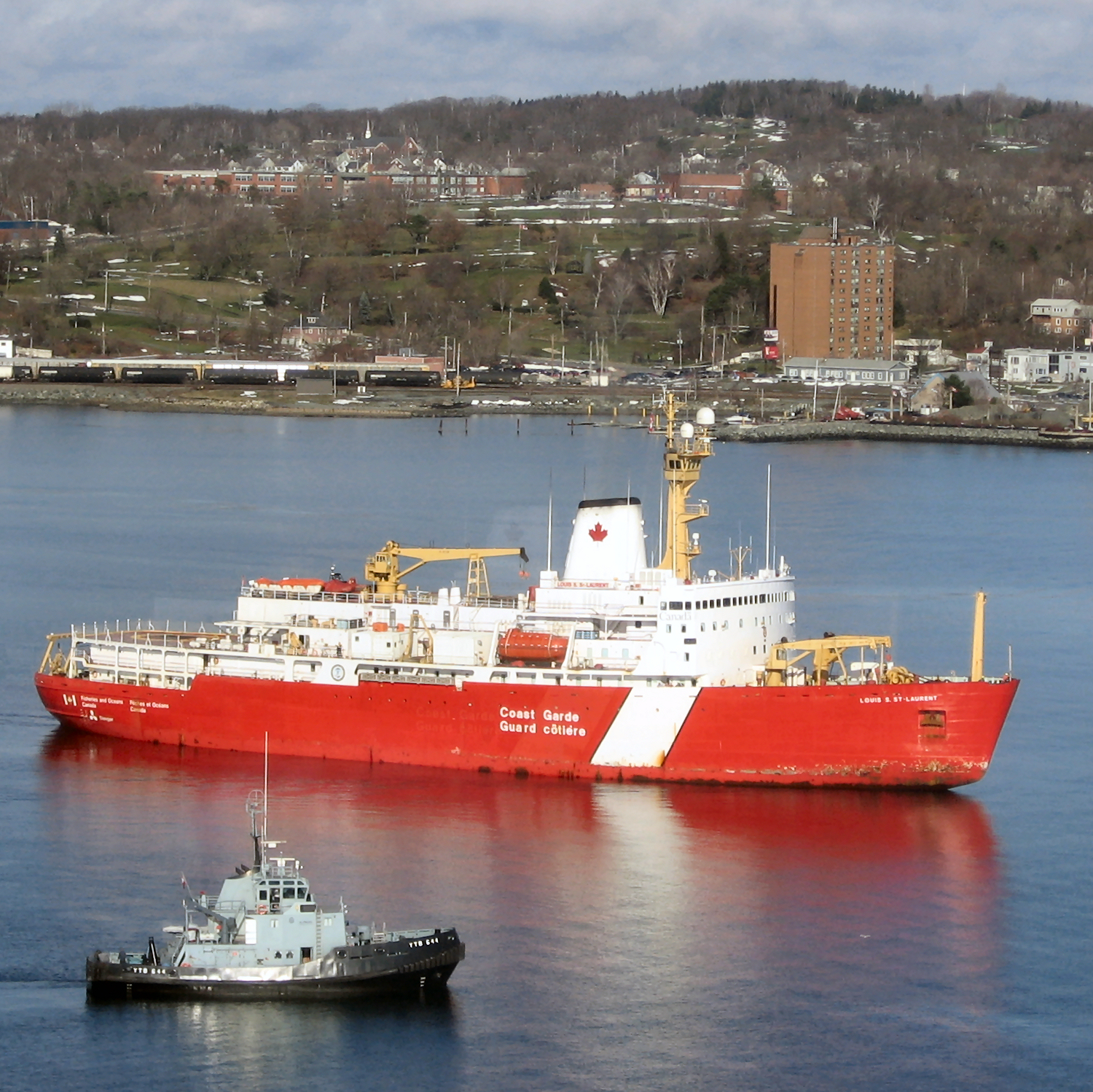
CCGS Louis S. St-Laurent

### Ledoborce
- CCGS Terry Fox – těžký ledoborec

- CCGS Louis S. St-Laurent – těžký ledoborec

- Třída Captain Molly Kool – přestavěný civilní ledoborec
  - CCGS Captain Molly Kool (ex Vidar Viking)
  - CCGS Jean Goodwill (ex Balder Viking)
  - CCGS Vincent Massey (ex Tor Viking II)

- Třída Pierre Radisson – střední ledoborce
  - CCGS Pierre Radisson
  - CCGS Amundsen (ex Franklin, ex Sir John Franklin)
  - CCGS Des Groseilliers
  - CCGS Henry Larsen

- Třída Martha L. Black – lehké ledoborce
  - CCGS Martha L. Black
  - CCGS George R. Pearkes
  - CCGS Sir Wilfrid Laurier
  - CCGS Kopit Hopson 1752 (ex Edward Cornwallis)
  - CCGS Sir William Alexander
  - CCGS Ann Harvey

- CCGS Griffon – lehký ledoborec

### Hlídkové lodě

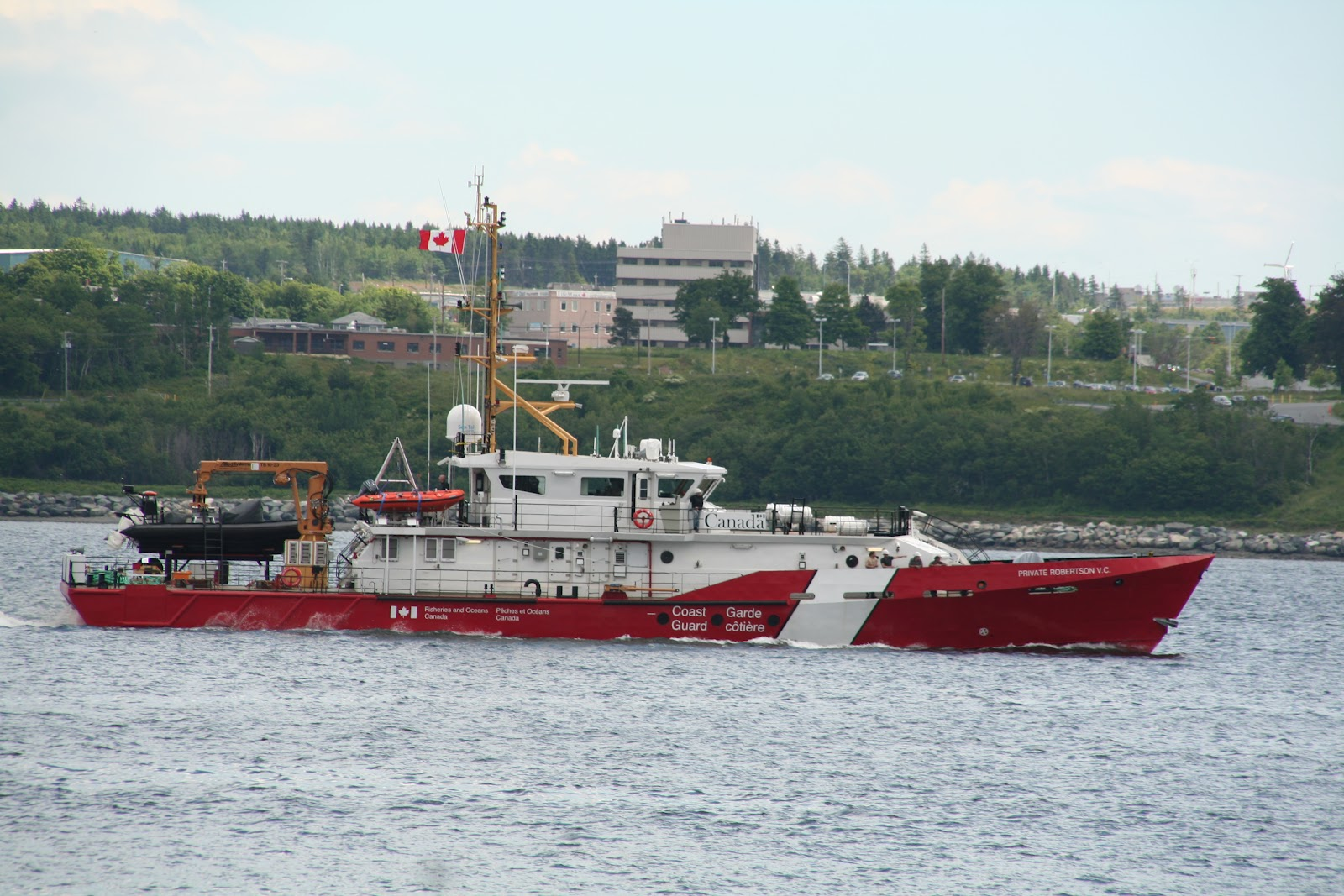
CCGS Private Robertson V.C.

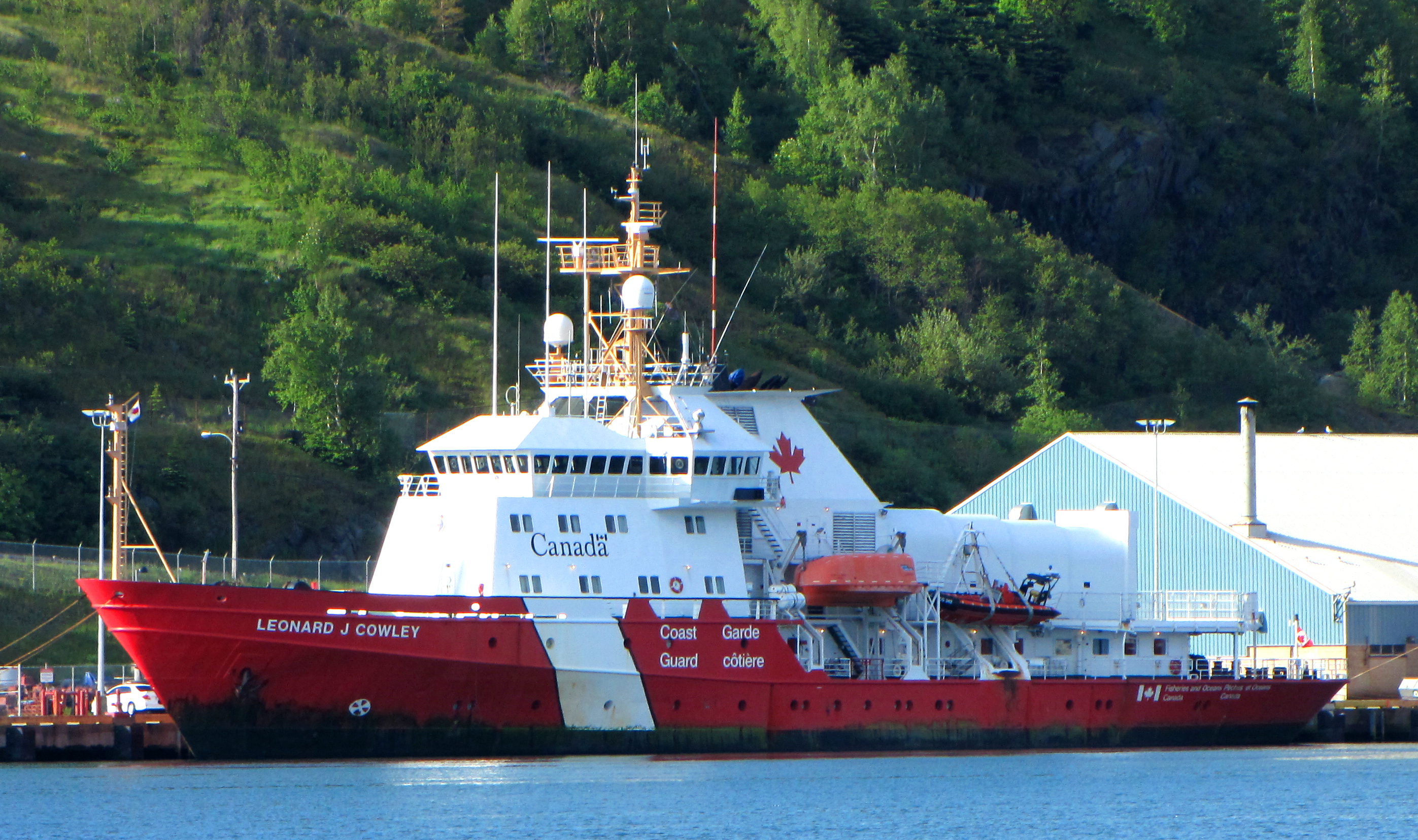
CCGS Leonard J. Cowley

- Třída Cape Roger – oceánské hlídkové lodě pro ochranu rybolovu
  - CCGS Cape Roger
  - CCGS Cygnus

- CCGS Leonard J. Cowley – oceánská hlídková loď pro ochranu rybolovu

- CCGS Sir Wilfred Grenfell – oceánská hlídková loď pro ochranu rybolovu

- CCGS Gordon Reid – oceánská hlídková loď pro ochranu rybolovu

- Třída Hero (9 ks) – Damen Stan Patrol 4207

- CCGS Atlin Post – hlídková loď

- CCGS Tanu – hlídková loď pro ochranu rybolovu

### Víceúčelová plavidla
- Třída Samuel Risley (2 ks)

- Třída Provo Wallis
  - CCGS Bartlett

### Výzkumné lodě

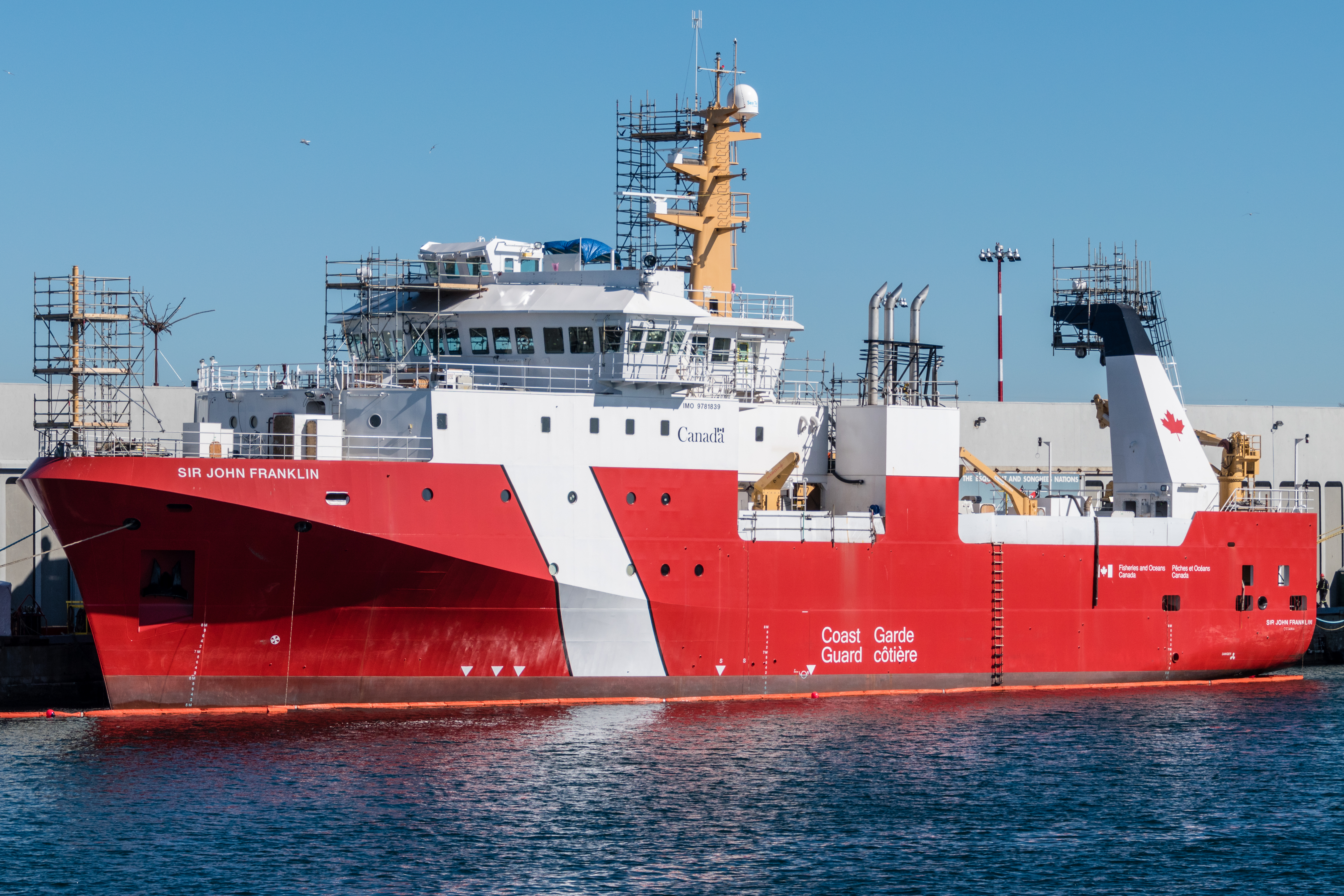
CCGS Sir John Franklin

- CCGS John P. Tully – oceánografická loď

- Třída Alfred Needler – výzkum rybolovu
  - CCGS Teleost

- Třída Sir John Franklin – výzkum rybolovu
  - CCGS Sir John Franklin
  - CCGS Capt. Jacques Cartier
  - CCGS John Cabot

- CCGS Limnos – pobřežní výzkumná loď

- CCGS Vector – pobřežní hydrografická výzkumná loď

- CCGS Vladykov – pobřežní výzkum rybolovu

- Třída M. Perley – pobřežní výzkum rybolovu
  - CCGS M. Perley
  - CCGS Leim

### Záchranné lodě
- Třída Bay (14 ks)

- Třída Cape (36 ks)

- Třída Arun (10 ks)

## Plánované akvizice
- Třída Harry DeWolf – Arktické hlídkové lodě (2 ks)[2]

- CCGS Judy LaMarsh (ex Mangystau-2) – přestavěný civilní lehký ledoborec

- CCGS Arpatuuq – Těžký ledoborec, plavidlo postaví kanadská loďařská firma Seaspan.

- CCGS Imnaryuaq – Těžký ledoborec typu Polar Max, plavidlo postaví kanadská loďařská firma Chantier Davie Canada.

- CCGS Naalak Nappaaluk – Výzkumná loď od loděnice Seaspan. Stavba proběhne v letech 2021–2024.[3]

- Near-Shore Fishery Research Vessel (NSFRV) – Plavidlo pro pobřežní výzkum rybolovu od loděnice Forillon s diesel-elektrickým pohonným systémem a první hybridní pohonné plavidlo kanadské pobřežní stráže.

- Střední ledoborce od loděnice Chantier Davie Canada (6 ks)

- Multi-Purpose Vessel (MPV) – Víceúčelová plavidla od loděnice Seaspan (16 ks)[2][4]

- Třída Bay – Záchranné lodě, objednáno je 6 jednotek.